# Agta, Dupaninan (jezik)
Dupaninan Agta jezik (ISO 639-3: duo; isto cagayan agta, dupaningan agta),jezik negritskog plemena Dupaninan Agta sa sjeveroistočnog Luzona u Filipinima, jedna od njihovih najizoliranijih skupina. Govori ga oko 1 200 ljudi (1986 SIL) od 1 500 etničkih (2007 L. Reid). Klasificiran je sjeveroistočnoluzonskoj podskupini sjevernokordiljerskih jezika. 
Ima više dijalekata nazvanih po lokalitetima gdje žive, yaga, tanglagan, santa ana-gonzaga, barongagunay, palaui island, camonayan, valley cove, bolos point, peñablanca, roso (southeast cagayan) i santa margarita.

## Vanjske poveznice
- Ethnologue (14th)
- Ethnologue (15th)